# جون هايز (لاعب كرة قدم أسترالية)
جون هايز (بالإنجليزية: John Hayes)‏ هو لاعب كرة قدم أسترالية أسترالي، ولد في 6 أغسطس 1939.

## وصلات خارجية
- جون هايز على موقع AustralianFootball.com (الإنجليزية)
- جون هايز على موقع AFLtables.com (الإنجليزية)